# Navata

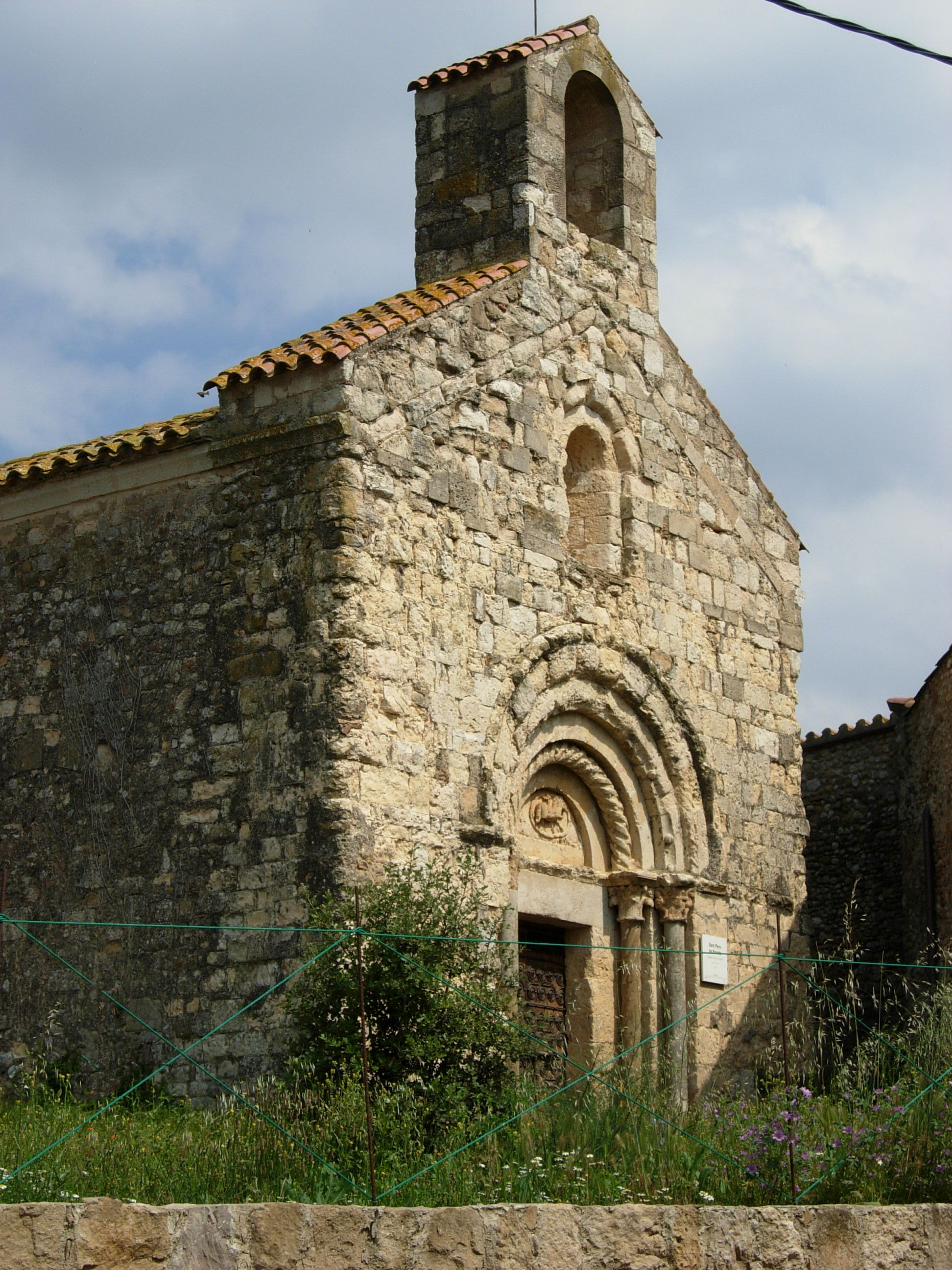
Voormalige kerk van Navata

Navata is een gemeente in de Spaanse provincie Girona in de regio Catalonië met een oppervlakte van 18 km². Navata telt 1.329 inwoners (1 januari 2016).

## Demografische ontwikkeling
Bron: INE, 1857-2011: volkstellingen
Opm.: In 1857 werd de gemeente Canellas aangehecht; in 1969 werd de gemeente Tarabaus aangehecht; in 1996 stond Navata een deel van haar grondgebied af aan de gemeente Vilanant